# Ed Helms
Edward Helms (24 de enero de 1974; Atlanta, Georgia), más conocido como Ed Helms, es un actor, actor de voz y comediante estadounidense de cine, teatro y televisión conocido por su papel de Stu Price en The Hangover y Andy Bernard en The Office (NBC). Sus inicios, en cambio, fueron como corresponsal del programa The Daily Show junto a Jon Stewart. Como actor de voz ha interpretado a Once-Ler en El Lorax: en busca de la trúfula perdida y a Mr. Krupp en  Las Aventuras del Capitán Calzoncillos: La Película.

## Biografía
Nacido y criado en su ciudad natal, Atlanta, donde se graduó en The Westminster Schools (1992) con su compañero de The Office, Brian Baumgartner, Helms asistió al Oberlin College y comenzó una carrera de actor y cómico en Nueva York estudiando improvisación con el Upright Citizens Brigade troupe.
Realizaba presentaciones de comedia en directo en la ciudad de Nueva York cuando, según recordó en una entrevista en 2005 «The Daily Show tuvo una especie de audición con una compañía de casting con la cual había tratado. Leí mi parte, y conseguí el trabajo».
Entre abril de 2002 y mediados de 2006, período en el que participó en The Daily Show, Helms realizó "reportajes en terreno" además de dirigir varios segmentos para el programa como Digital watch, Ad Nauseam, Mark your calendar o This week in God. Aunque dejó el programa en 2006, Helms volvió para realizar apariciones breves y ocasionales. El 21 de julio de 2008 cubrió el viaje del, por aquel entonces, senador Barack Obama a Irak bajo el título de Obama Quest. Ed ocasionalmente narra los filmes educaciones Prescott Group en The Colbert Report.
A finales de julio de 2006, NBC anunció que el actor se incorporaría al elenco de The Office, junto al que fue su compañero en The Daily Show Steve Carell, para interpretar a Andy Bernard recurrentemente aunque, a partir de la 3ª temporada de dicha serie, el personaje pasó a ser regular. Cuando el 5 de diciembre de 2006 el actor volvió a The Daily Show dijo que se había ido porqué «estaba de incógnito en una compañía papelera en Scranton», en alusión a su personaje en The Office. Además, Helms dijo en junio de 2009 -en una entrevista con la Radio Pública- que le gusta su personaje y que está obsesionado con la música a capela.
En verano de 2009 se estrenó Resacón en las Vegas ("¿Qué pasó ayer?" en Hispanoamérica), comedia en la que encarna a Stu Price, un dentista conservador y amable que viaja junto a tres amigos a una despedida de soltero en Las Vegas.
En 2011 se estrenó Resacón en Las Vegas II, secuela de la primera película, la cual obtuvo ganancias récord en una película de este tipo, donde ahora se verá envuelto en una serie de problemas y giros inesperados en la ciudad de Bangkok Tailandia.
En 2013, parodia a Ben Lovett en el videoclip "Hopeless Wanderer", de Mumford & Sons.
En 2021 crea la comedia de situación Rutherford Falls conjuntamente con Sierra Teller Ornelas y Michael Schur.

## Filmografía

### Cine
| Año  | Película                                       | Papel                                 | Notas                     |
| ---- | ---------------------------------------------- | ------------------------------------- | ------------------------- |
| 2004 | Blackballed: The Bobby Dukes Story             | Bunker McLaughlin                     |                           |
| 2005 | Zombie-American                                | Glen el Zombi                         |                           |
| 2006 | Héroe de Todos                                 | Hobo Louie                            | Voz                       |
| 2007 | Evan Almighty                                  | Reportero (Ed Carson)                 |                           |
| 2007 | I'll Believe You                               | Leon                                  |                           |
| 2007 | Walk Hard: The Dewey Cox Story                 | Mánager de Escenario                  |                           |
| 2008 | Semi-Pro                                       | Reportero de Turtleneck               |                           |
| 2008 | Confessions of a Shopaholic                    | Garret E. Barton                      |                           |
| 2008 | Meet Dave                                      | Número 2                              |                           |
| 2008 | Harold & Kumar Escape from Guantanamo Bay      | Intérprete                            |                           |
| 2008 | Lower Learning                                 | Maurice                               |                           |
| 2009 | The Smell of Success                           | Chet Pigford                          |                           |
| 2009 | Monsters vs. Aliens                            | Reportero                             | Voz                       |
| 2009 | Night at the Museum: Battle of the Smithsonian | Trabajador de "Daley Devices"         |                           |
| 2009 | The Hangover                                   | Doctor en Ciencias Dentales Stu Price |                           |
| 2009 | The Goods: Live Hard, Sell Hard                | Paxton Harding                        |                           |
| 2011 | Cedar Rapids                                   | Tim Lippe                             | Productor Ejecutivo       |
| 2011 | Jeff y los suyos                               | Pat                                   |                           |
| 2011 | The Hangover Part II                           | Doctor en Ciencias Dentales Stu Price |                           |
| 2011 | Los Muppets                                    | Cameo                                 |                           |
| 2012 | Dr. Seuss' The Lorax                           | El-Una-Vez                            | Voz                       |
| 2013 | The Hangover Part III                          | Doctor en Ciencias Dentales Stu Price |                           |
| 2013 | We're the Millers                              | Brad Gurdlinger                       |                           |
| 2014 | They Came Together                             | Eggbert                               |                           |
| 2014 | Someone Marry Barry                            | Ben                                   |                           |
| 2014 | Stretch                                        |                                       |                           |
| 2015 | Vacaciones                                     | Russell "Rusty" Griswold              |                           |
| 2017 | Captain Underpants: The First Epic Movie       | Mr. Krupp, Captain Underpants         | Voz de Captain Underpants |
| 2017 | The Clapper                                    | Eddie Krumble                         |                           |
| 2018 | Tag                                            | Hogan "Hoagie" Malloy                 |                           |
| 2019 | Penguins                                       | Narrador                              |                           |
| 2020 | Upward                                         | Cole Blanco                           |                           |
| 2021 | Ron da error                                   | Graham Pudowski (voz)                 |                           |
| 2021 | Together Together                              | Matt                                  |                           |
| 2023 | Familia revuelta                               | Bill Walker                           |                           |

### Televisión
| Año         | Serie                              | Papel                 | Notas                                                |
| ----------- | ---------------------------------- | --------------------- | ---------------------------------------------------- |
| 2002–2006   | The Daily Show                     | Corresponsal          | 480 episodios                                        |
| 2004        | Arrested Development               | James                 | Un episodio                                          |
| 2004        | Cheap Seats: Without Ron Parker    | Bradley Wallace       | Dos episodios                                        |
| 2005        | Lies and the Wives We Tell Them To |                       | Película para televisión                             |
| 2005        | Sunday Pants                       | Neil el Ángel         | Un episodio; voz                                     |
| 2006        | The Colbert Report                 | Narrador              | Un episodio                                          |
| 2006        | Samurai Love God                   | Samurai Love God      | Miniserie de televisión; voz                         |
| 2008        | Upright Citizens Brigade: Asssscat | Invitado Monologuista | Película para televisión                             |
| 2008        | American Dad!                      | Sr. Buckley           | Un episodio; voz                                     |
| 2009        | Family Guy                         | Al Gore               | Un episodio; voz                                     |
| 2006 – 2013 | The Office                         | Andy Bernard          | Regular de la serie                                  |
| 2013        | Brooklyn Nine-Nine                 | Jack Donger           | Un episodio, llamado Jack Peligrou en Hispanoamérica |
| 2011        | Saturday Night Live                | Anfitrión             | Episodio 701                                         |
| 2011        | Wilfred                            | Daryl                 | Un episodio (Acceptance)                             |
| 2011        | NTSF:SD:SUV::                      | Ed                    | Un episodio                                          |
| 2021        | Rutherford Falls                   | Nathan Rutherford     | Comedia de situación                                 |